# De dansande figurerna
De dansande figurerna (engelska: The Adventure of the Dancing Men) är en av Sir Arthur Conan Doyles 56 noveller om detektiven Sherlock Holmes. Novellen publicerades första gången 1903 och finns med i novellsamlingen The Return of Sherlock Holmes. Doyle själv rankade novellen som den tredje bästa av hans favoritnoveller om Holmes. Novellen är en av två där Holmes klient mördas. Den andra är De fem apelsinkärnorna.

## Handling
Det är 1898. Mr. Hilton Cubitt på godset Ridling Thorpe Manor i Norfolk besöker Sherlock Holmes och ger honom ett bit papper med den här mystiska raden av streckgubbar.
Mr. Cubitt förstår inte innebörden av dessa "dansande figurer", men hans fru Elsie har reagerat starkt på dem. Ibland har det funnits dansande figurer på papper lämnade på soluret, ibland ritade med krita på en vägg eller en dörr. Cubitts fru är amerikanska och de har varit gifta en relativt kort tid. Hon har fått honom att lova henne att inte ställa några frågor om hennes tidigare liv. Fler och fler dansande figurer dyker upp på Ridling Thorpe Manor. Cubitt skickar dem till Holmes som förstår att de dansande figurerna är en kod och att det är någon just från Elsies förflutna som meddelar sig med henne. När Holmes har fått nog med material lyckas han knäcka koden genom att han visste att E är den vanligaste bokstaven i det engelska språket, och han antog att det någon gång skulle dyka upp namnet "Elsie" i meddelandena. Det sista meddelandet - som får Holmes och Doktor Watson - att skynda till Norfolk lyder "ELSIE PREPARE TO MEET THY GOD" (Elsie, förbered dig för att möta din gud). De kommer emellertid för sent. Mister Cubitt är död och polisen misstänker att han först skjutit Elsie, som är svårt skadad, för att sedan ta sitt eget liv. Holmes löser emellertid gåtan och skickar efter den riktige mördaren, en amerikan vid namn Slaney som är Elsies före detta fästman, genom att använda sig av de dansande figurerna. Slaney tror då att det är Elsie som skickat meddelandet och han dyker upp och blir arresterad.

## Filmatisering
Novellen har bland annat filmatiserats 1984 med Jeremy Brett i huvudrollen.